# Maison forte de Damré
La maison forte de Damré est une maison forte historique et classée du hameau  de Damré faisant partie de la commune de Sprimont en Belgique (province de Liège).

## Localisation
La maison forte se situe au sein du hameau de Damré au no 4 de la rue du Mierdy.

## Historique
Cet ancien lieu de fortification date du début du XVe siècle et appartenait autrefois à la principauté de Stavelot-Malmedy (district du comté de Logne). En effet, durant l'Ancien régime, Damré était une minuscule enclave de cette principauté en terre du duché de Limbourg auquel appartenait le village de Sprimont. Elle est reprise depuis 1986 sur la liste du patrimoine immobilier classé de Sprimont

## Description
Cet édifice bâti en pierres de grès et de calcaire présente quatre façades de grandeur équivalente (environ 12 mètres), quatre niveaux dont un sous-sol apparent et un rez-de-chaussée surélevé ainsi qu'une une toiture en ardoises à quatre versants. Deux échauguettes percées de meurtrières débordent de deux angles opposés (sud-ouest et nord-est) de cette bâtisse. Les façades nord et sud ont fait l'objet d'un rejointoiement ferrugineux (de couleur rouge). Plusieurs baies ont été percées a postiori, une fois que la fonction de maison forte était devenue obsolète.

## Visite
La maison forte est une maison d'habitation privée et ne se visite pas.

## Source et lien externe
- http://www.ovatourisme.be/fr/maison-forte-de-damre